# イワガラミ
イワガラミ（岩絡み・岩絡・鑚地風、学名：Hydrangea hydrangeoides ）は、アジサイ科アジサイ属の落葉つる性木本。別名はユキカズラ。若芽は食用にできる。

## 分布と生育環境
日本と朝鮮半島に分布し、日本では北海道、本州、四国、九州に分布する。山地の岩崖や林縁に自生する。

## 形態・生態
つる性の落葉木本。名前のとおり、幹や枝から細い気根を出して、ほかの高木や岩崖に付着し、絡みながら這い上って、高さ10 - 15メートル (m) くらいになる。山地の道路法面を上から這い下がる場合もある。大きな株では、つるの直径は5センチメートル (cm) を超え、樹皮も厚くなる。樹皮は灰色で、太い幹には縦に裂け目が出来るが、樹皮は剥がれない。枝先には短毛が生え、皮目は少ない。葉には葉柄がついて枝に対生し、葉身は長さ10 cmほどの広卵形から卵形で葉の先端はトゲのように尖り、葉縁にまばらな鋸歯がある。葉柄は長く、褐色の毛が生えている。
花期は夏（5 - 7月ごろ）で、ガクアジサイに似た花をつける。小さなややクリーム色の両性花が集まる花序のまわりに、大きな白色の装飾花が縁どる。装飾花は花弁状の萼片が1枚しかない。果実は、装飾花の萼片が1枚ついたまま冬まで枝に残っている。
冬芽は卵形から円筒形で、4 - 6枚の毛の生えた芽鱗に覆われる。頂芽のすぐ下には頂生側芽がある。側芽は、小枝に90度ずつずれてつく（十字対生）。側芽の下につく葉痕は三角形で、維管束痕は3個つく。
遠目からよく似るツルアジサイは装飾花の萼片が4枚で、イワガラミのほうが葉の鋸歯が粗く、装飾花も目立つ。

## 利用
春の若芽を食用にする。採取時期は関東地方以西が3 - 4月ごろ、東北地方では5月ごろが適期とされ、枝先に萌え出た若芽を摘む。軽く茹でて水にさらすとウリのような香りを楽しむことができ、くるみ・ごま・酢味噌・納豆などと和えた和え物や、酢の物、おひたし、煮びたしにする。また生のまま天ぷら、汁の実にもする。
近縁のテリハイワガラミ（Schizophragma hydrangeoides var. concolor）、ケイワガラミ（Schizophragma hydrangeoides f. molle）、ハナイワガラミ（Schizophragma hydrangeoides f. formosum）も同様に食用にできる。